# La Mola (Gallifa)
La Mola ist ein Berg mit einer Höhe von 942 Metern in der katalanischen Gemeinde Gallifa im Bezirk Vallès Occidental.
Auf dem Gipfel des Berges befindet sich die romanische Kirche Sant Sadurní de Gallifa und ein Gasthaus, das von den vielen Wanderern genutzt wird.